# Modravān
Modravān (persiska: مدروان) är en ort i Iran.   Den ligger i provinsen Kerman, i den sydöstra delen av landet, 900 km sydost om huvudstaden Teheran. Modravān ligger 2 446 meter över havet och antalet invånare är 371.
Terrängen runt Modravān är huvudsakligen kuperad, men den allra närmaste omgivningen är platt.Runt Modravān är det glesbefolkat, med 12 invånare per kvadratkilometer. Närmaste större samhälle är Bāft, 15,9 km väster om Modravān. Omgivningarna runt Modravān är i huvudsak ett öppet busklandskap.